# NGC 1231
NGC 1231 è una piccola galassia a spirale situata nella costellazione dell'Eridano, a una distanza di circa 106 milioni di anni luce dalla nostra Via Lattea.

## Scoperta
La galassia è stata scoperta il 2 dicembre 1885 dall'astronomo statunitense Francis Leavenworth.

## Descrizione
NGC 1231 presenta una larga riga a 21 cm dell'idrogeno neutro.